# Branislav Mitrović
Branislav Mitrović (Novi Sad, 30. siječnja 1985.), srbijanski vaterpolski vratar. Trenutno igra za mađarski Debrecen. Ponikao je u novosadskoj Vojvodini (2003. – 2007.), a branio je i za Partizan (2007. – 2010.) i za Ferencváros (2010. – 2011.). Za srbijansku reprezentaciju odigrao je 41 utakmicu. Osvojio je broncu na Univerzijadi 2009. i zlato na Univerzijadi 2011.